# Латеральная петля

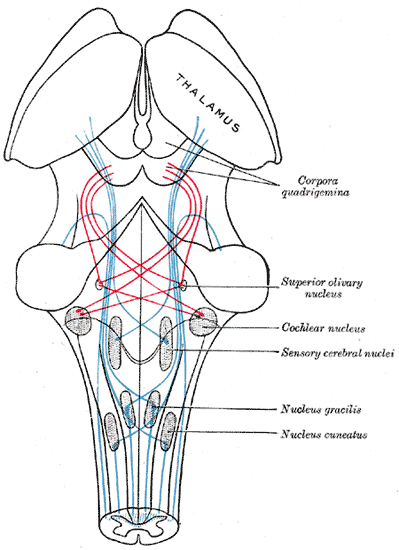
Латеральная петля (красный цвет) и Медиальная петля (синий)

Латера́льная петля́ (от. лат. lemniscus lateralis), или слухова́я петля́ — совокупность волокон вторых нейронов слухового пути, которые, начинаясь в ядрах улитковой части преддверно-улиткового нерва, направляются в задний мозг, образуют трапециевидное тело моста (corpus trapezoideus ponsi Walorii - белое вещество моста заднего мозга, образованное волокнами передних улитковых ядер преддверно-улиткового нерва VIII пара черепно-мозговых нервов) и мозговые полоски (striae medullares — белое вещество, граница на дорсальной поверхности заднего и продолговатого мозга, образованное волокнами задних улитковых ядер преддверно-улиткового нерва VIII пара черепно-мозговых нервов) находящихся на дне IV желудочка мозга (ventriculi IV) и, поднимаясь вверх по противоположной стороне моста, заканчиваются в ядрах нижних холмиков (colliculi inferiores) крыши (lamina tecti) среднего мозга и медиальных коленчатых тел (corpi geniculati mediale) промежуточного мозга.
Петля Ii (Lemniscus) — напоминающий ленту пучок нервных волокон, по которому из спинного мозга и ствола головного мозга нервные импульсы направляются через средний мозг в кору больших полушарий.